# Organizacja austro-węgierskiego pułku armat polowych
Organizacja austro-węgierskiego pułku armat polowych – etat pułku artylerii polowej cesarskiej i królewskiej Armii oraz królewsko-węgierskiej Obrony Krajowej.
W 1914 siły zbrojne Monarchii Austro-Węgierskiej posiadały 42 pułki armat polowych w c. i k. Armii, 8 dywizjonów armat polowych w c. k. Obronie Krajowej oraz 8 pułków armat polowych w k. węg. Obronie Krajowej. Pułki armat polowych k. węg. Obrony Krajowej posiadały taką samą organizację, jak pułki armat polowych wojska wspólnego, tak w czasie pokoju, jak i w czasie wojny. Jeżeli chodzi o dywizjony armat polowych c. k. Obrony Krajowej to, planowano ich rozwinięcie w osiem pułków armat polowych.

## Pułk
Każdy pułk stanowił samodzielne „ciało rachunkowe” i posiadał komisje zarządzającą i kasową. Zapasy mobilizacyjne (augmentacyjne) pułk posiadał przy sobie. Wojenny materiał artyleryjski znajdował się pod zarządem specjalnej komisji materiałowej usytuowanej na szczeblu brygady artylerii. W skład wspomnianej komisji wchodził komendant brygady, jako prezes, komendant pułku haubic polowych, komendanci baterii (po jednym z każdego pułku należącego do brygady), komendant kadry oddziału uzupełniającego pułku haubic polowych oraz jeden porucznik lub podporucznik.
Pułk na stopie pokojowej składał się komendy pułku, dwóch dywizjonów, każdy po dwie baterie (w niektórych pułkach drugi dywizjon miał trzy baterie), kadry baterii uzupełniającej, magazynu augmentacyjnego i kadry parku amunicyjnego. Komenda pułku była przydzielona pod względem prowiantowym do kadry baterii uzupełniającej.
Pułk na stopie wojennej składał się komendy pułku, dwóch dywizjonów, każdy po dwie baterie (względnie drugi dywizjon trzy baterie), oddziału rezerwowego (cztery działa z obsługą), który wyruszał z pułkiem w pole, taboru bojowego i taboru prowiantowego, a także nowych formacji dla służby drugiej linii, według potrzeb i możliwości.
Pułk był jednostką organizacyjną „stanowiącą podstawę do kompletowania” (uzupełniania).

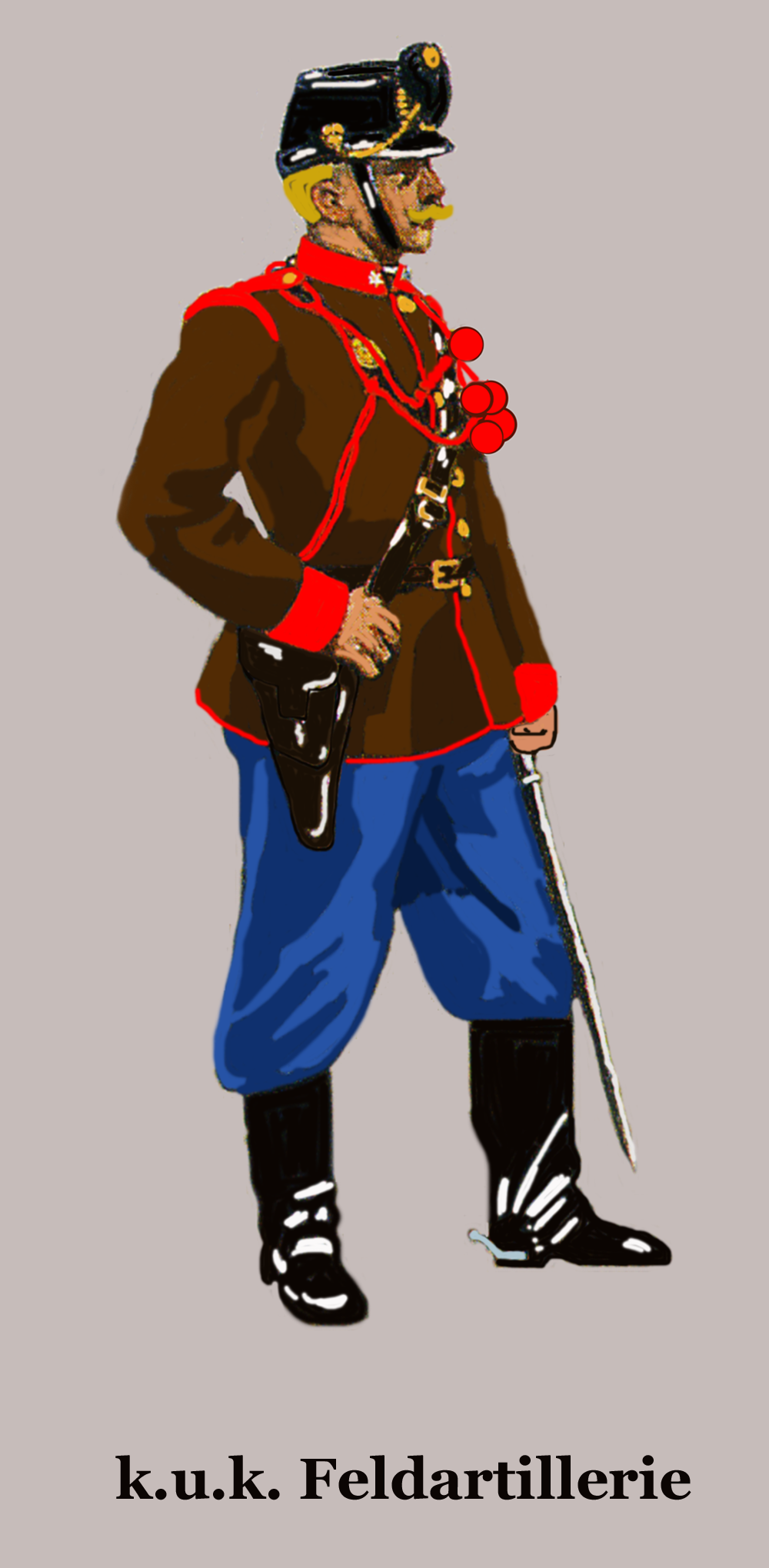
Żołnierz artylerii polowej

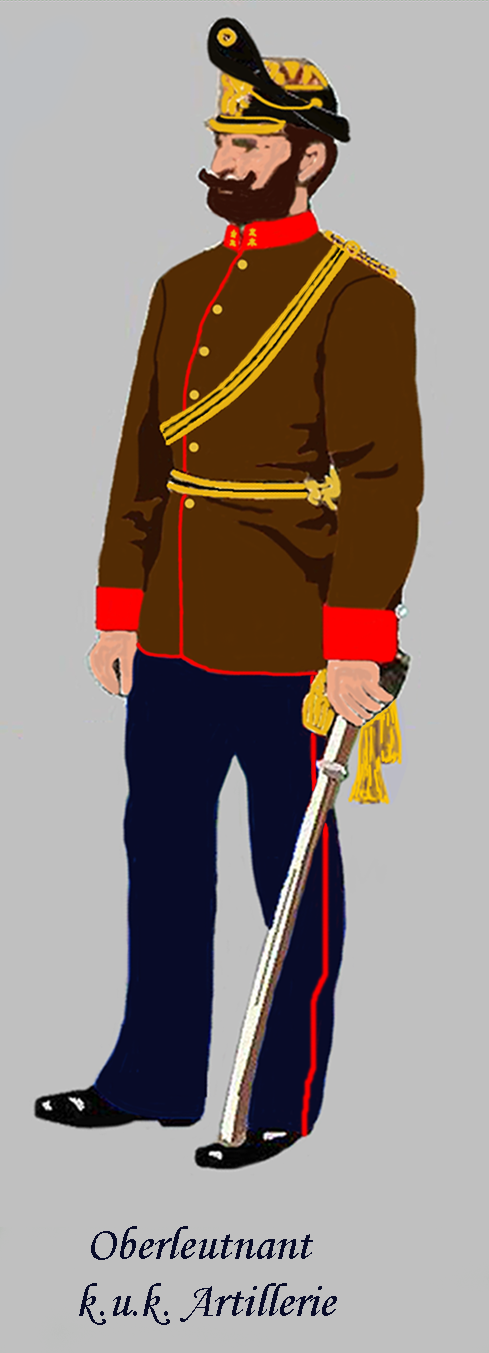
Porucznik artylerii polowej w mundurze paradnym

| Organizacja pułku armat polowych        | Organizacja pułku armat polowych        | Organizacja pułku armat polowych                                    | Organizacja pułku armat polowych |
| pokojowa                                | pokojowa                                | wojenna                                                             | wojenna                          |
| typ I                                   | typ II                                  | typ I                                                               | typ II                           |
| --------------------------------------- | --------------------------------------- | ------------------------------------------------------------------- | -------------------------------- |
| komenda pułku                           | komenda pułku                           | komenda pułku                                                       | komenda pułku                    |
| 1 dywizjon                              | 1 dywizjon                              | 1 dywizjon                                                          | 1 dywizjon                       |
| 1 bateria                               | 1 bateria                               | 1 bateria                                                           | 1 bateria                        |
| 2 bateria                               | 2 bateria                               | 2 bateria                                                           | 2 bateria                        |
| 2 dywizjon                              | 2 dywizjon                              | 2 dywizjon                                                          | 2 dywizjon                       |
| 3 bateria                               | 3 bateria                               | 3 bateria                                                           | 3 bateria                        |
| 4 bateria                               | 4 bateria                               | 4 bateria                                                           | 4 bateria                        |
|                                         | 5 bateria                               |                                                                     | 5 bateria                        |
| kadra baterii uzupełniającej            | kadra baterii uzupełniającej            | bateria uzupełniająca                                               | bateria uzupełniająca            |
| kadra parku amunicyjnego                | kadra parku amunicyjnego                | kadra parku amunicyjnego                                            | kadra parku amunicyjnego         |
| magazyn mobilizacyjny                   | magazyn mobilizacyjny                   | oddział rezerwowy                                                   | oddział rezerwowy                |
| nie występowały w organizacji pokojowej | nie występowały w organizacji pokojowej | tabor bojowy                                                        | tabor bojowy                     |
| nie występowały w organizacji pokojowej | nie występowały w organizacji pokojowej | tabor prowiantowy                                                   |                                  |
| nie występowały w organizacji pokojowej | nie występowały w organizacji pokojowej | park amunicyjny                                                     |                                  |
| nie występowały w organizacji pokojowej | nie występowały w organizacji pokojowej | nowe formacje dla służby drugiej linii, według potrzeb i możliwości |                                  |

## Sztab pułku
Sztab pułku na stopie pokojowej składał się z:

- komendanta pułku (pułkownika),
- adiutanta pułku (kapitana),
- oficera prowiantowego,
- lekarza,
- oficera rachunkowego,
- weterynarza,
- urzędnika prowadzącego warsztat polowy,
- ogniomistrza prowadzącego gospodarkę sztabu,
- pomocnika oficera rachunkowego (kaprala),
- 2 podoficerów sanitarnych,
- rusznikarza (podoficer),
- kowala (podoficer),
- 5 szeregowców,
- 5 ordynansów oficerskich,
- 3 konie własne,
- 4 konie wojskowe.

Razem 7 oficerów (gażystów) oraz 18 żołnierzy i 7 koni. Sztab na stopie bojowej liczył 50 ludzi, 30 koni oraz dwa czterokonne wozy sztabowe.

## Bateria
Bateria była jednostką taktyczną niższego rzędu, składającą się z 8 cm armata polowa wzór 1905 lub 1905/08. Modele różniły się tylko tym, że drugi z nich mógł być rozłożony dla łatwiejszego transportu (w górach). 
Bateria na stopie pokojowej składała się z dwóch plutonów, każdy po dwa półplutony (1 armata). Liczyła ona:
|                                   | stan normalny     | stan podwyższony  |
| --------------------------------- | ----------------- | ----------------- |
| komendanta baterii (kapitana)     | 1                 | 1                 |
| oficerów                          | 3                 | 3                 |
| chorążego                         | 1                 | 1                 |
| starszego ogniomistrza            | 1                 | 1                 |
| ogniomistrza                      | 1                 | 1                 |
| plutonowych                       | 4                 | 5                 |
| kaprali                           | 3                 | 4                 |
| kaprali telefonicznych            | 2                 | 2                 |
| trębacza (podoficera)             | 1                 | 1                 |
| podoficera rachunkowego           | 1                 | 1                 |
| starszych żołnierzy               | 12                | 14                |
| starszego żołnierza (telefonistę) | 1                 | 1                 |
| szeregowców                       | 69                | 79                |
| ordynansów oficerskich            | 4                 | 4                 |
| koni własnych                     | 1                 | 1                 |
| koni wojskowych (wierzchowych)    | 19                | 21                |
| koni pociągowych                  | 33                | 43                |
| armat                             | 4                 | 4                 |
| jaszczyków                        | 2 (bez zaprzęgów) | 2 (z zaprzęgami)  |
| wóz z narzędziami                 | 1 (bez zaprzęgu)  | 1 (bez zaprzęgu)  |
| wóz bagażowy                      | 1 (bez zaprzęgu)  | 1 (bez zaprzęgu)  |
| wozów prowiantowych               | 2 (bez zaprzęgów) | 2 (bez zaprzęgów) |

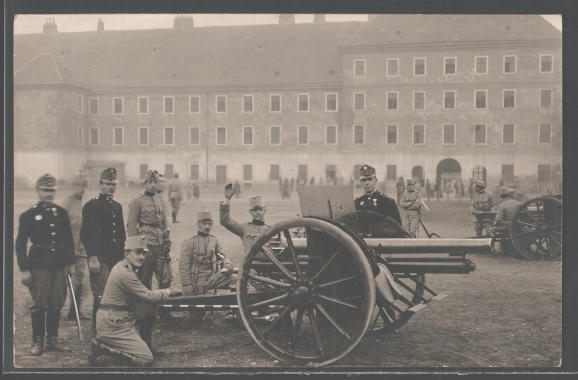
8 cm armata polowa wzór 1905

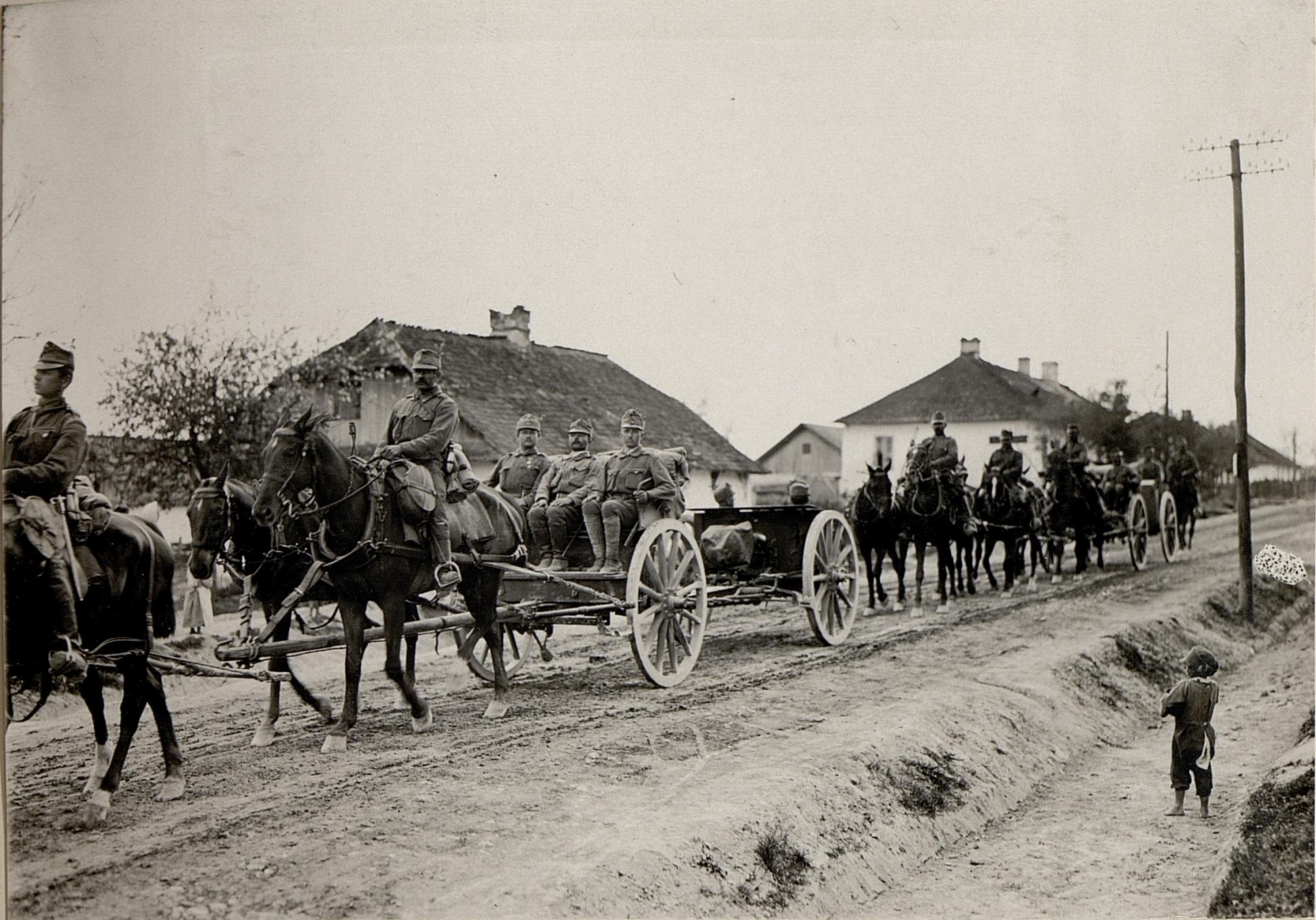
Artyleria polowa w marszu

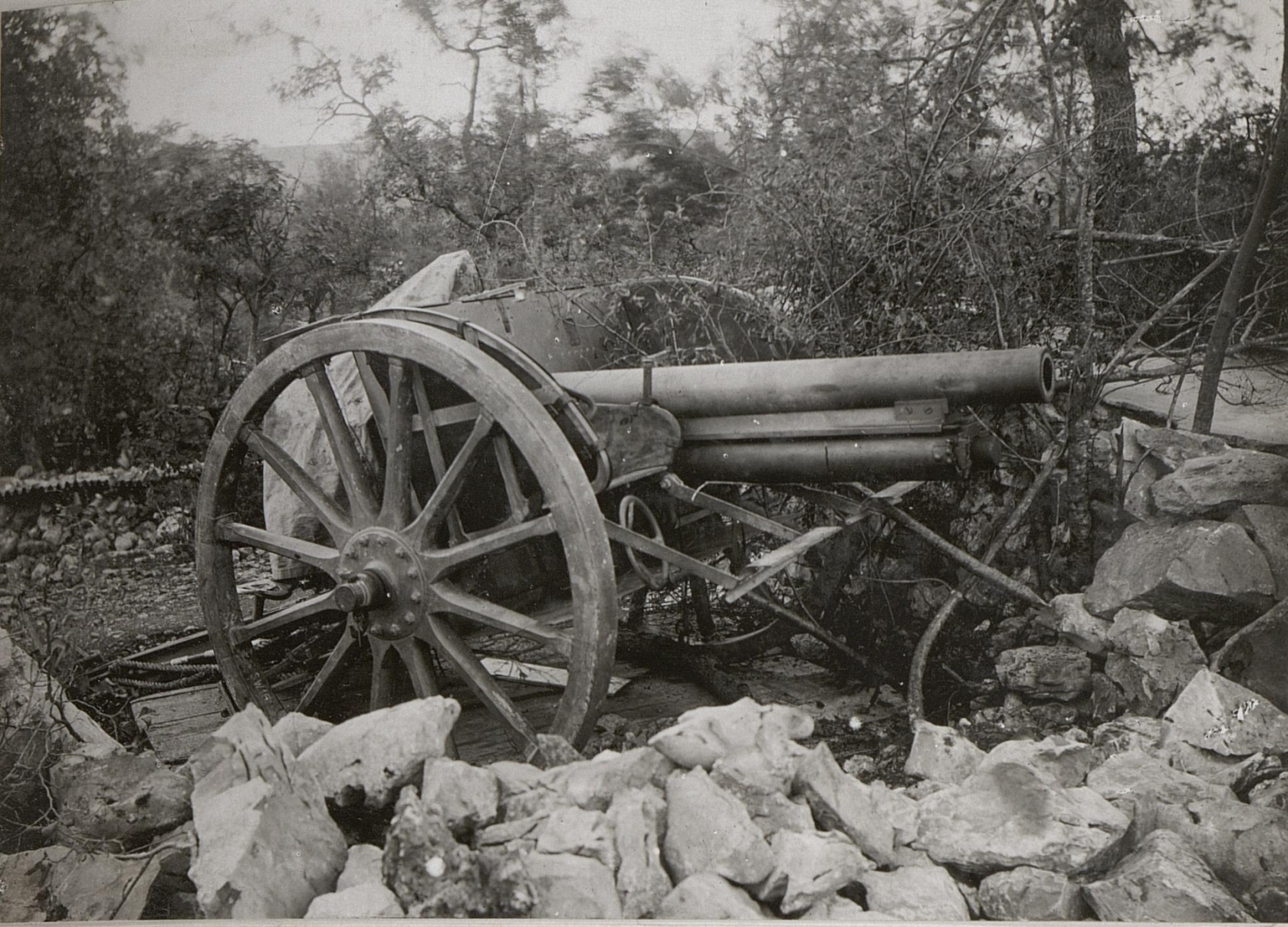
8 cm armata polowa wzór 1905 nad Isonzo

Razem 5 oficerów, 99 (113) żołnierzy, 53 (65) koni, 6 wozów oraz 4 armaty.
Bateria na stopie pokojowej wojennej się z trzech plutonów, każdy po dwa półplutony (1 armata). W baterii występowały następujące stanowiska etatowe:
| stanowisko etatowe                       | stopień wojskowy         |
| ---------------------------------------- | ------------------------ |
| komendant baterii                        | kapitan                  |
| I oficer (zastępca komendanta baterii)   | porucznik                |
| oficer dowodzący przodkami               | porucznik / podporucznik |
| wywiadowca                               | podporucznik / chorąży   |
| wywiadowca                               | ogniomistrz              |
| wywiadowca                               | kapral                   |
| podoficer za frontem                     | ogniomistrz              |
| podoficer od przodków                    | ogniomistrz              |
| komendanci armat                         | plutonowi                |
| podoficer ordynansowy komendanta baterii | kapral                   |
| podoficer ordynansowy I oficera          | kapral                   |
| podoficer od przodków                    | kapral                   |
| podoficer od katomierza bateryjnego      | kapral                   |
| celowniczy                               | starsi żołnierze         |
| kowal                                    | starszy żołnierz         |
| telefonista                              | podoficer                |
| sanitariusz                              | podoficer                |
| trębacz bateryjny                        | trębacz (podoficer)      |
| trębacz I oficera                        | trębacz                  |
| obsługa armat                            | kanonierzy               |
| woźnice                                  | kanonierzy               |

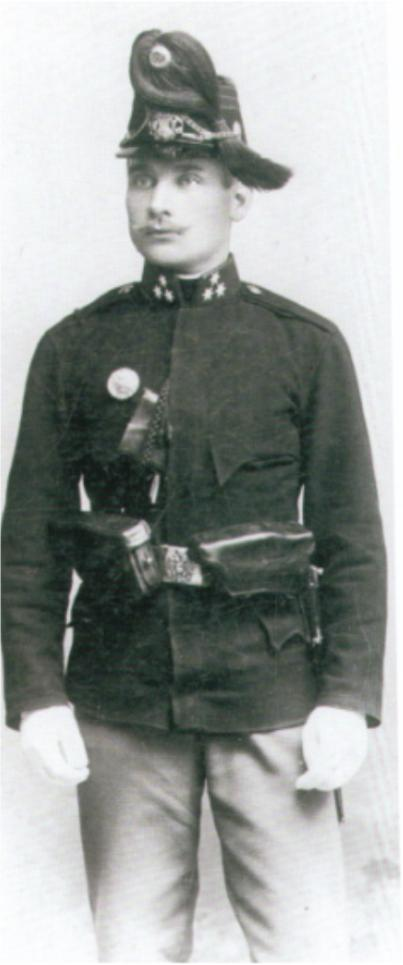
Plutonowy artylerii polowej

Razem bateria liczyła 180 ludzi i 140 koni, 6 armat (sześciokonnych), 6 jaszczy (sześciokonnych), 1 wóz z przyborami. W taborze bojowym 1 kuchnia polowa (dwukonna). W taborze prowiantowym 3 wozy prowiantowe (dwukonne), 1 wóz bagażowy (dwukonny) oraz 1 wóz z rekwizytami (sześciokonny).
Oddziałami specjalnymi baterii były: oddział telefoniczny (dla pięciu stacji), patrol sanitarny oraz stały patrol wywiadowczy.
W oddziale telefonicznym trzy stacje były czynne, a dwie rezerwowe. Skład stacji: 1 telefonista i 1 ordynans (stacja nr 3 była konna). Każda stacja była wyposażona w 1 aparat, 1 telefon magnesowy, 3 km łącznika oraz jeden „garnitur” sygnalizacyjny.
Patrol sanitarny liczył jednego podoficera i 4 sanitariuszy.
Stały patrol wywiadowczy składał się z jednego oficera (chorążego lub kadeta), jednego ogniomistrza i dwóch kaprali, którzy musieli być wyszkoleni w służbie telefonicznej i sygnalizacyjnej oraz zaopatrzeni w lornetki, busole, latarnie, liny, chorągiewki sygnalizacyjne i mapy. Patrole mogły być dzielone na półpatrole lub łączone po kilka z różnych baterii pod jednolitym kierownictwem.